# یهودیه (استان رومی)
استان رومیِ یهودیه (به لاتین: Judea)، نام استانی است در منطقه یهودیه شامل مناطق پادشاهی ادوم و مناطق اسبق حشمونیان و پادشاهی هرودین‌های یهودیه می‌شود. نام این استان برگرفته از پادشاهی یهودا در قرن ۶ پس از میلاد است. این استان در زمان پونتیوس پیلاطس در سال ۶ میلادی تحت انقیاد امپراتوری درآمد و تا سال ۱۳۵ و شورش بارکوخبا ادامه یافت.